# Вогошћа
Вогошћа је градско насеље и сједиште општине Вогошћа, једне од девет општина Кантона Сарајево. Пре рата у Босни и Херцеговини припадала је Граду Сарајево.

## Географија
Општина Вогошћа покрива 72 km², и удаљена је 6 km од центра Сарајева, 70 km од Зенице и 100 km од Тузле. Посједује комуникацијске везе, магистрални пут Брод–Сарајево–Метковић, магистралну железничку пругу Винковци (Хрватска)–Сарајево–Плоче (Јадранско море). Подручје има развијену инфраструктуру, електроенергетске медије, угаљ, природни гас, природне ресурсе плодне долине ријеке Босне итд.
Овде се налази Спомен-костурница у Вогошћи.

## Становништво
По последњем службеном попису становништва из 1991. године, Општина Вогошћа (једна од приградских општина Града Сарајева) је имала 24.647 становника, распоређених у 21 насељеном месту.
|                      | 2013.           | 1991.           | 1981.           | 1971.           |
| Укупно               | 10 568 (100,0%) | 10 598 (100,0%) | 7 619 (100,0%)  | 6 703 (100,0%)  |
| Бошњаци              | 9 529 (90,17%)  | 3 724 (35,14%)1 | 2 140 (28,09%)1 | 1 940 (28,94%)1 |
| Срби                 | 316 (2,990%)    | 4 698 (44,33%)  | 3 630 (47,64%)  | 3 728 (55,62%)  |
| Хрвати               | 203 (1,921%)    | 545 (5,142%)    | 468 (6,143%)    | 610 (9,100%)    |
| Босанци              | 168 (1,590%)    | –               | –               | –               |
| Босанци и Херцеговци | 105 (0,994%)    | –               | –               | –               |
| Неизјашњени          | 104 (0,984%)    | –               | –               | –               |
| Остали               | 53 (0,502%)     | 340 (3,208%)    | 89 (1,168%)     | 88 (1,313%)     |
| Муслимани            | 44 (0,416%)     | –               | –               | –               |
| Албанци              | 12 (0,114%)     | –               | 7 (0,092%)      | 13 (0,194%)     |
| Роми                 | 11 (0,104%)     | –               | –               | –               |
| Црногорци            | 5 (0,047%)      | –               | 46 (0,604%)     | 69 (1,029%)     |
| Словенци             | 5 (0,047%)      | –               | 20 (0,263%)     | 20 (0,298%)     |
| Југословени          | 4 (0,038%)      | 1 291 (12,18%)  | 1 210 (15,88%)  | 202 (3,014%)    |
| Турци                | 4 (0,038%)      | –               | –               | –               |
| Македонци            | 3 (0,028%)      | –               | 9 (0,118%)      | 33 (0,492%)     |
| Православци          | 1 (0,009%)      | –               | –               | –               |
| Непознато            | 1 (0,009%)      | –               | –               | –               |

1. 1 На пописима од 1971. до 1991. Бошњаци су пописивани углавном као Муслимани.

Већински насељена српским становништвом, Вогошћа је са околином од 1992. до 1996. била под контролом Војске Републике Српске. Дејтонским споразумом општина је у целини припала Федерацији БиХ, а српско становништво се у страху махом иселило и населило широм Републике Српске и других земаља.

## Насељена мјеста
Благовац, Будишићи, Доња Вогошћа, Гареж, Гора, Граховиште, Хотоњ, Каменица, Кобиља Глава, Кремеш, Кривоглавци, Љубина-Потуровићи, Небочај, Перца, Семизовац, Свраке, Тиховићи, Угљешићи, Угорско, Вогошћа и Врапче.

## Привреда
Током 1980-их, Општина Вогошћа забележила је стабилан и динамичан развој и била је препознатљива по врло високом нивоу развијености у области индустрије. Вогошћа је била позната као друга општина у бившој Југославији по развијености тј. нивоу националног дохотка по глави становника. Таквом стању у највећој мери допринео је развој аутомобилске индустрије (Творница аутомобила Сарајево). У привредној структури шире регије рударство и индустрија представљају доминирајуће области у привређивању. Сарадња општине Вогошћа са другим земљама у предратном периоду била је на високом нивоу. Поред развијене инфраструктуре, локалног и међуградског саобраћаја Вогошћа има развијену телекомуникацијску и ПТТ мрежу са властитом централом од 12000 бројева, властити РТВ Сервис са предајником.